# Balitora burmanica
Balitora burmanica és una espècie de peix de la família dels balitòrids i de l'ordre dels cipriniformes.

## Morfologia
Els mascles poden assolir els 10 cm de longitud total.

## Distribució geogràfica
Es troba a les conques dels rius Irrawaddy i Salween.